# Voconio Romano
Gaio Licinio Marino Voconio Romano, meglio conosciuto come Voconio Romano (Sagunto, ... – ...; fl. I-II secolo), è stato un sacerdote, militare e scrittore romano, grande amico di Plinio il Giovane e di Plotina.

## Biografia
Romano, nato a Sagunto ed eques romano, fu un grande amico, contubernale e compagno di studi di Plinio il Giovane e confidente della moglie di Traiano, Plotina, alla quale inviò un'epistola.

Sposò Popilia Rectina, morta a 18 anni. In un'epistola, l'amico Plinio chiese a Prisco di procurare a Romano un posto nell'esercito, e nella stessa lettera lo scrittore rivela che Voconio è stato, probabilmente, anche uno dei Flamini minori. Lo scrittore scrive di lui:
 Plinio definisce Romano un 
 e che 
In seguito, Plinio lo raccomandò a Traiano per fargli ottenere un posto nell'ordine senatorio. Apuleio afferma che l'imperatore Adriano dedicò al flamine dei versi in memoriam.